# Ochsenhauser Pfleghof

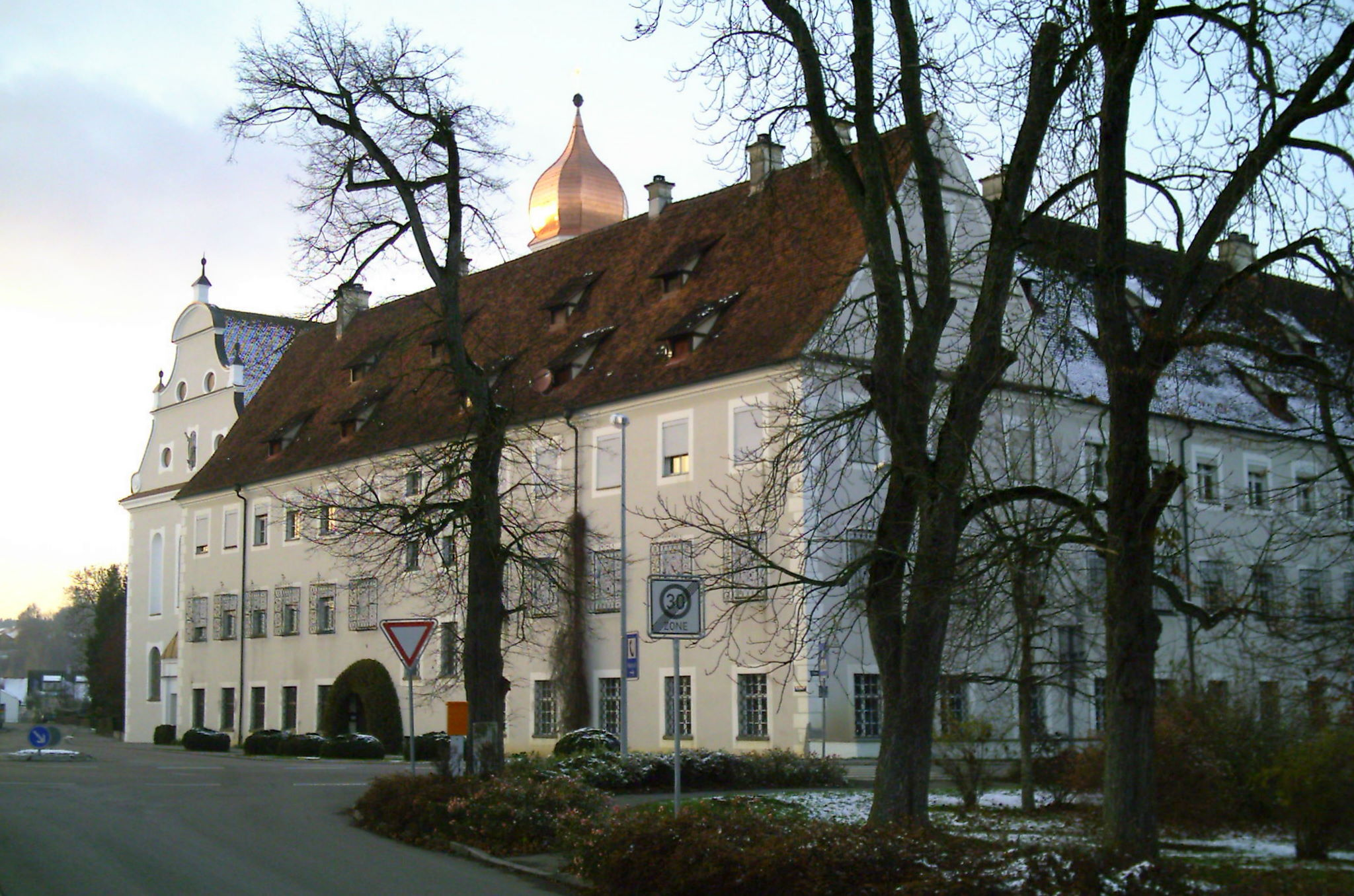
Pfleghof und Sommerresidenz der Reichsabtei Ochsenhausen, 2007

Der Ochsenhauser Pfleghof (auch Altes Schloss genannt) ist ein von 1696 bis 1698 in der Regierungszeit von Franziskus Klesin durch den Vorarlberger Baumeister Franz Beer von Bleichten errichteter, dreigeschossiger, schlossartiger Pfleghof in Tannheim im Landkreis Biberach in Oberschwaben. Die unmittelbar an die Kirche St. Martin angebaute Liegenschaft befindet sich seit dem Reichsdeputationshauptschluss 1803 im Besitz der Familie von Schaesberg. In ihm ist unter anderem das Gräflich von Schaesberg’sche Forstamt untergebracht.

## Geschichte und Bauwerk
Die heutige Gemeinde Tannheim war vom ausgehenden 11. Jahrhundert bis zur Säkularisation 1803 eine territoriale Exklave und Amtssitz der früheren Reichsabtei Ochsenhausen. Während der Amtszeit von Reichsabt Franziskus Klesin wurde der schlossartige Bau in der Form einer dreigeschossigen Winkelhakenanlage errichtet.
Der Wirtschaftshof befindet sich in verkehrsgünstiger Lage an der Kreuzung der Straßen nach Biberach, Leutkirch, Memmingen und Ulm. In dem Pfleghof wurden die Geschäfte zwischen dem Kloster, angrenzenden Territorien und den Untertanen des Ortes abgewickelt. Rechtsgeschäfte, Handel mit landwirtschaftlichen Produkten, Einsammeln von Abgaben wie dem Zehnt und deren Lagerung im Pfleghof waren weitere Funktionen des Gebäudes.

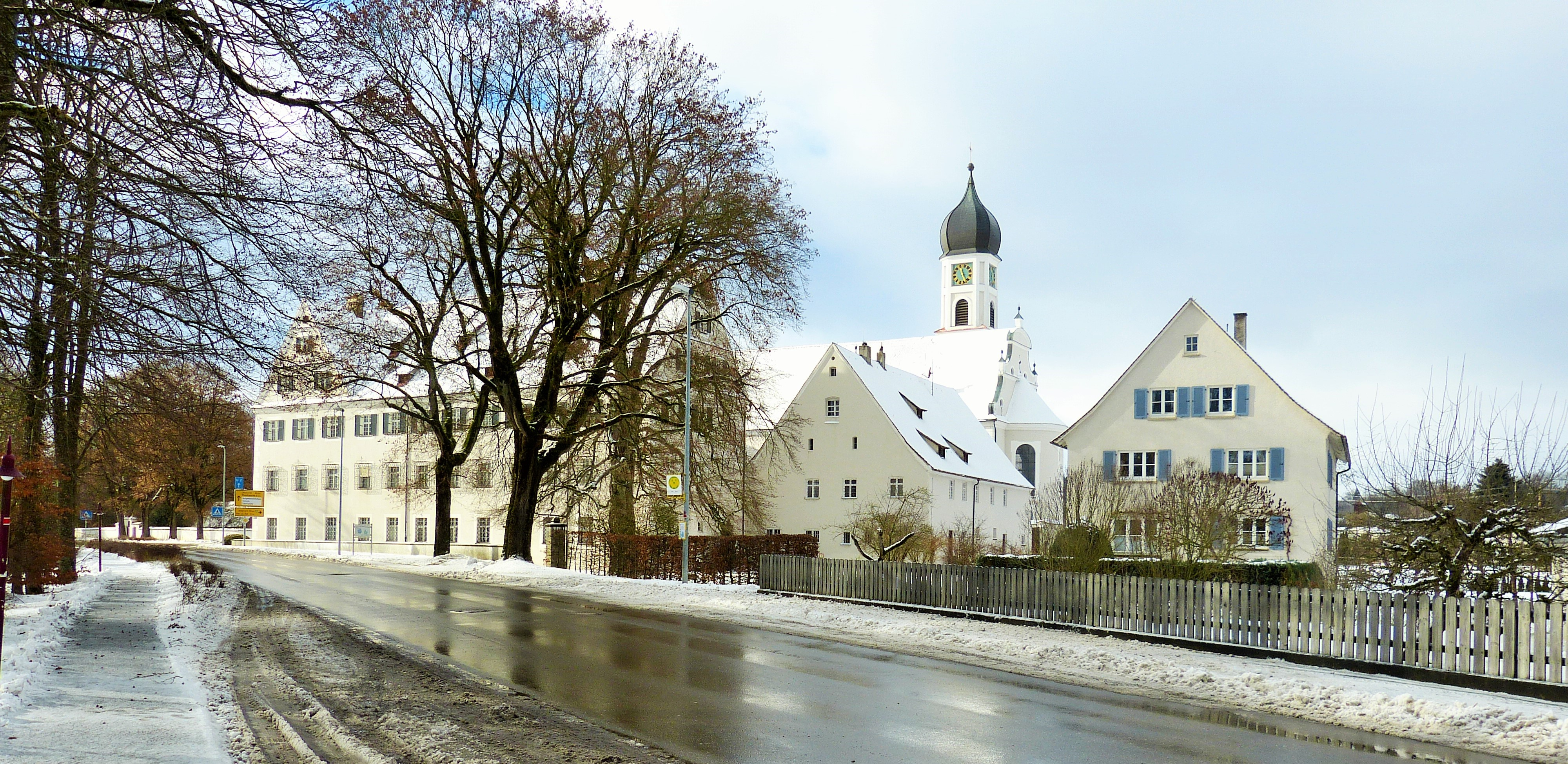
Ochsenhauser Pfleghof, 2021

Der Pfleghof hatte auch die Funktion eines Gerichtssitzes des Klosters. Am 13. Oktober 1397 verlieh der Römisch-deutsche König Wenzel von Luxemburg dem Kloster Ochsenhausen die Reichsunmittelbarkeit. Mit dem Bau des Pfleghofs erhielt Tannheim wegen seiner Abgelegenheit ein eigenes Hoch- und Malefizgericht. Die Richtstätte mit Galgen lag möglicherweise südwestlich des Haldenhofes auf einer Anhöhe oberhalb der Iller.
Innerhalb des Gebäudes befinden sich auch Gasträume, in denen der Abt oder Gäste des Klosters nächtigen konnten. 1700/01 wurde ebenfalls von Franz Beer von Bleichten die heutige Pfarrkirche St. Martin unmittelbar neben dem Pfleghof errichtet. Weil die später hinzukommende Kirche den bestehenden Pfleghof nach Westen abschließt, wurde sie nicht geostet, sondern genordet.
Im Jahre 1719 bezog der geistig verwirrte und abgesetzte Ochsenhauser Abt Plazidus Kobolt den Pfleghof; im gleichen Jahr fiel er von einem zwei Stufen hohen Ofensessel und verstarb.

### Alte Schloss Familie von Schaesberg
Der Pfleghof Ochsenhausen befindet sich in fünfter Generation im Besitz der Familie von Schaesberg, die auch noch weiteren Grundbesitz und Liegenschaften in und um Krickenbeck im Rheinland hat. Das Gebäude wird bewohnt von Angehörigen der Familie und dient den jährlichen Jagdgesellschaften des Grafen und dem gräflichen Forstamt von Schaesberg. Über der Ulmer Straße in östlicher Lage, befindet sich der der Öffentlichkeit zugängliche ca. 10.000 m² große Rehgarten. Im Rehgarten befindet sich am nordöstlichen Ende, die von Ernst Haiger 1913 entworfene Familiengruft von Schaesberg, ein Kinderspielplatz und ein Bildstock mit dem Heiligen Josef.